# Штангарське Поляне
Штангарське Поляне (словен. Štangarske Poljane) — поселення в общині Шмартно-при-Літії, Осреднєсловенський регіон, Словенія. 
Висота над рівнем моря: 304,5 м.